# Семёновка (Любарский район)
Семёновка (укр. Семенівка) — село на Украине, находится в Любарском районе Житомирской области.
Код КОАТУУ — 1823184602. Население по переписи 2001 года составляет 283 человека. Почтовый индекс — 13150. Телефонный код — 4147. Занимает площадь 10,258 км².

## Адрес местного совета
13150, Житомирская область, Любарский р-н, с. Мотовиловка, ул. 40-летия Победы, 11